# Euxoa muldersi
Euxoa muldersi là một loài bướm đêm thuộc họ Noctuidae. Nó là loài duy nhất được tìm thấy ở phía bắc miền trung Canada with all specimens except two from the vicinity of Arviat, Nunavut. Chúng bị giới hạn ở các đụn cát mở nơi chúng bay gần cát.
The species must use a similar pheromone to Euxoa churchillensis bởi vì con cái
E. churchillensis đã được quan sát thấy chúng bị thu hút bởi tiếng gọi của con đực E. muldersi dù người ta không quan sát thấy chúng cố giao phối.